# Vertepalpus verdans
Vertepalpus verdans là một loài ruồi trong họ Tachinidae.